# Juxtapoz
Das Juxtapoz Art & Culture Magazine ist ein US-amerikanisches Kulturmagazin aus San Francisco, das monatlich im High Speed Productions-Verlag erscheint.
Es wurde 1994 vom Maler, Comiczeichner und Bildhauer Robert Williams gemeinsam mit einer Gruppe von Künstlern und Sammlern gegründet. Die Zeitschrift behandelt vor allem Themen der bildenden Kunst. Dabei war es stilprägend für die Kunststile Lowbrow und Pop Surrealism und hat sich aus dem Umfeld der Gegenkultur zu einer der heute größten Kunstzeitschriften entwickelt.